# Blind Guardian
Blind Guardian és un grup de heavy metal alemany que se sol considerar una de les formacions que van donar lloc i més han influït en els subgèneres Power Metal i Speed Metal. Es va formar a mitjan dècada de 1980 a la ciutat de Krefeld, Alemanya Occidental. És part de l'escena de heavy/speed/power metal alemany que s'inclou Helloween, Running Wild, Accept, Grave Digger, Sinner, Freedom Call i Rage.

## Història
La història de Blind Guardian comença el 1986 a la ciutat de Krefeld, Alemanya, quan Hansi Kürsch i André Olbrich decideixen formar una formació de heavy metal. Amb Hansi a la veu i al baix, André a la guitarra, Marcus Dörk com a segona guitarra i Thomen "The Omen" Stauch a la bateria graven la seva primera maqueta titulada Symphonies Of Doom sota el nom de Lucifer's Heritage. Encara que la maqueta passa discreta, l'any 1987 treuen un altre anomenat Battalions Of Fear, amb Christoff Theissen a la segona guitarra i Hans-Peter Frey a la bateria.
Aquesta segona maqueta tindria una millor acollida i aconsegueix signar amb el segell independent No Remorse. En aquest moment decideixen canviar el nom de la formació pel de Blind Guardian i ja compten a les seves files amb Marcus Siepen, en substitució de Christoff Theissen, i Thomas Stauch reprèn les baquetes.
El primer disc oficial de la formació duu el nom de Battalions Of Fear, i surt a la venda al començament del 1988. Musicalment parlant és considerat com speed metal, i en aquest àlbum estan presents temes basats en la literatura fantàstica com l'obra de J. R. R. Tolkien i de Stephen King.
El seu segon àlbum Follow The Blind, llançat l'any 1989, comptà amb la col·laboració de Kai Hansen, llavors guitarra de Helloween. Seguint la línia del disc predecessor, la referència a la fantasia està present, al·ludint a l'obra de Michael Moorcock en algunes de les seves cançons.
Per a intervinguts de 1990 la formació llança l'àlbum Tales From The Twilight World que els consolidaria dintre de l'escena del heavy metal alemany. S'aprecia un canvi musical que va apropant-se al seu estil característic. De nou hi ha referències a l'obra de Tolkien i de Stephen King en les lletres i de nou la col·laboració de Kai Hansen, que en aquells temps ja militava en Gamma Ray, en Lost in the Twilight Hall. També hi ha un tema dedicat a la novel·la Dune, de Frank Herbert, Traveller In Time.
A mitjan 1992 i sota el segell discogràfic Virgin surt a la llum Somewhere Far Beyond amb noves referències a obres de la literatura fantàstica i al cinema de ciència-ficció com Blade Runner. Se sembla a l'anterior, però s'inclouen més guitarres acústiques i altres instruments com gaites. Molts fans consideren que l'estil propi de la formació definitivament es forja en aquest disc. Destaca el tema que a partir de llavors es converteix en l'autèntic himne per als fans del grup: The Bard's Song (In The Forest). El disc de nou comptà amb la col·laboració de Kai Hansen a The Quest for Tanelorn.
El 1993 sortí a la venda el primer àlbum en viu del grup, Tokio Tales, gravat durant el seu gira pel Japó, que fa un repàs als millors temes del grup.
El seu cinquè àlbum es llançà el 1995 sota el títol de Imaginations From The Other Side i anà precedit pel single A Past And Future Secret. Per a molts el seu millor disc, mostra a la formació en el seu zenit interpretatiu. Continuen les referències als llibres de fantasia, com al cicle artúric o al famós Cicle de la Porta de la Mort.
1996 fou l'any de The Forgotten Tales, un disc de rareses, on s'inclouen algunes cares B i versions alternatives o acústiques d'algunes de les cançons del grup, així com versions d'altres grups. Prèviament es llançà el segon single titulat Mister Sandman.
Durant 1997, Thomas Stauch col·laborà amb Iron Savior, formació formada per Piet Sielck i completada amb Kai Hansen. Per la seva formació Hansi juntament amb Jon Schaffer, guitarrista de Iced Earth, donaren inici al projecte que després seria
Demons & Wizards.
El 1998, Blind Guardian treu un àlbum dedicat completament a El Silmaríl·lion, obra de J.R.R. Tolkien. El títol del disc és Nightfall in Middle-Earth i el seu corresponent single duu el títol d'una de les cançons de l'àlbum, Mirror Mirror. La trajectòria de la formació es va tornant lleugerament més melòdica i, com àlbum conceptual, s'inclouen nombrosos interludis narrats o instrumentals.
A Nightfall in Middle-Earth Hansi deixa el baix i Oliver Holzwarth, germà del bateria de Rhapsody, el reemplaça fins a la data. Encara que Holzwarth grava el baix en tots els discos posteriors i participa en totes les gires, només és considerat com músic convidat.
Durant l'any 2000 es va difondre la notícia a Internet sobre la possible participació del grup a la formació sonora original de la pel·lícula El Senyor dels Anells de Peter Jackson. Al final tot quedà en un rumor.
Després d'un llarg descans, en 2002 surt l'àlbum que duria com nom A Night at the Opera. Al costat del disc surt el senzill And Then There Was Silence que incloïa el tema homònim de 14 minuts de durada. Destaca el barroquisme de l'àlbum, és un disc elaborat i complex que divideix als fans de la formació: els quals agraden d'aquesta experimentació i els quals preferirien la tornada a sons més clàssics.
De la gira mundial d'aquest disc sorgí un nou àlbum en viu. Aquest disc doble duu el senzill nom de Live, i sortí a la venda en 2003, previ llançament del senzill The Bard's Song (in the forest), on s'inclou una nova versió de la mítica cançó a més de diverses versions en viu d'aquesta.
El 2003 es converteixen en el primer grup que organitza un festival de música, el Blind Guardian Open Air Festival, a la ciutat alemanya de Coburg, els dies 13 i 14 de juny. Blind Guardian van ser cap de cartell els dos dies.
El 2004 va sortir un DVD amb el festival i algunes escenes de la gira anterior, anomenat Imaginations Through The Looking Glass.
El 2005 el bateria de la formació, Thomen Stauch abandonà la formació per diverses discrepàncies respecte a com haurien de continuar el seu treball, formant el grup Savage Circus. A la fi d'any és substituït per Frederik Ehmke, un bateria nascut en Malsch (Alemanya), pràcticament desconegut fins llavors.
També aquest any veu la llum el segon projecte de la col·laboració Demons & Wizards. El nou àlbum rep el nom de Touched by the Crimson King. En aquest disc hi ha noves referències a l'obra de Stephen King.
El 2006 editen un nou disc, A Twist in the Myth, precedit d'un nou single, Fly. El segon single fou Another Stranger Me. El nou àlbum segueix amb els sons típics de l'anterior disc, però al mateix temps suposa una petita tornada al so dels seus anys més clàssics.

## Membres

### Actuals

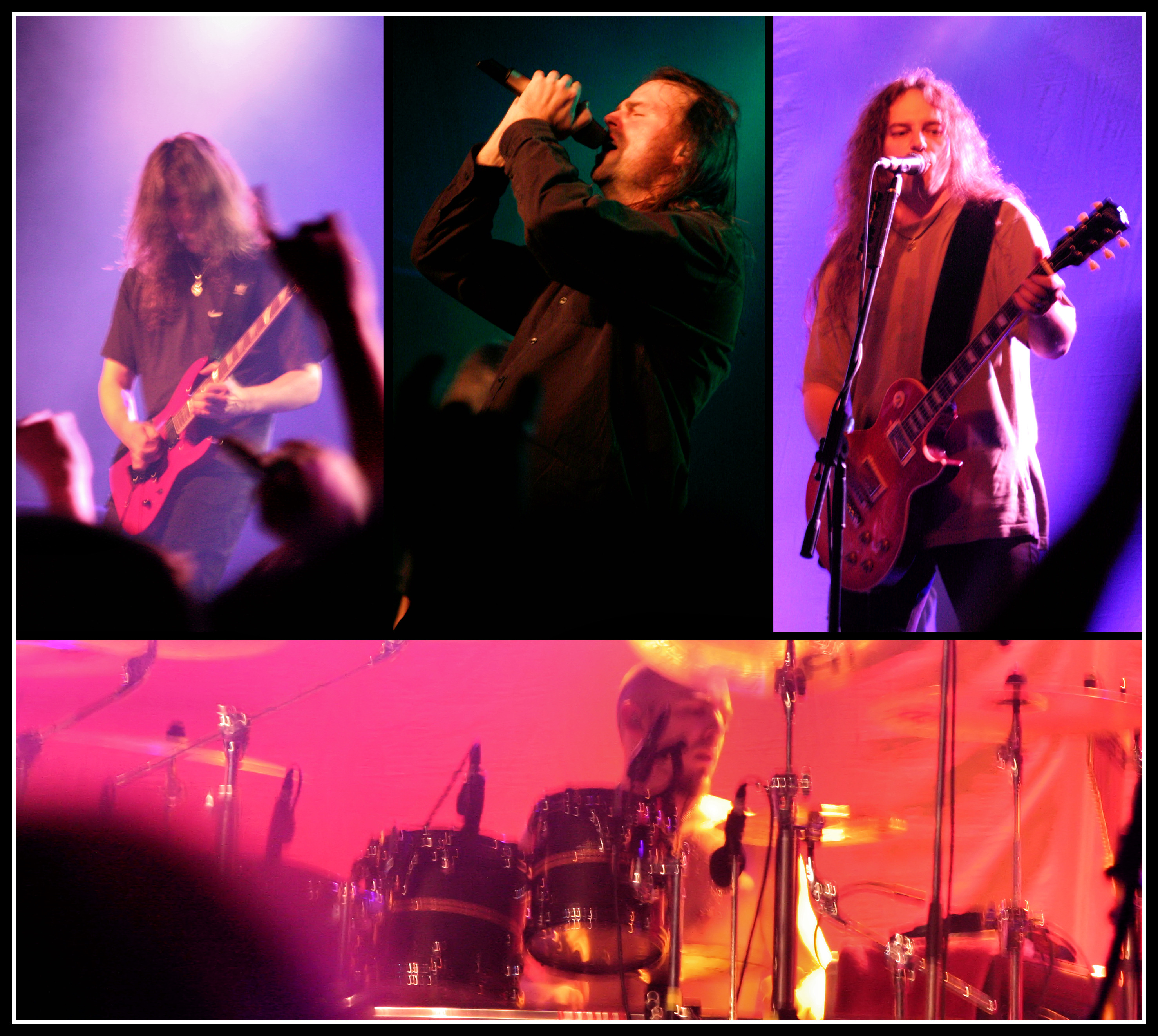
Blind Guardian en directe el 2006

- Hansi Kürsch: Veu i baix (baix fins al 1997)
- André Olbrich: Guitarra
- Marcus Siepen: Guitarra
- Frederik Ehmke: Bateria (des de 2005)

### Anteriors
- Thomas Stauch - Bateria (1986-2005)
- Markus Dörk - Guitarra (Lucifer's Heritage) (1986-1987)
- Christoph Theissen - Guitarra (Lucifer's Heritage) (1987-1988)
- Hans-Peter Frey - Bateria (Lucifers Heritage) (1987-1988)

## Principals influències
El grup està influït principalment per:
- Iron Maiden
- Judas Priest
- Queen[6]
- The Who
- Deep Purple
- Helloween
- Uriah Heep

## Discografia
- Battalions Of Fear (1988)
- Follow The Blind (1989)
- Tales From The Twilight World (1990)
- Somewhere Far Beyond (1992)
- Tokyo Tales (1993)
- Imaginations From The Other Side (1995)
- The Forgotten Tales (1996)
- Nightfall in Middle-Earth (1998)
- A Night at the Opera (2002)
- Live (2003)
- A Twist in the Myth (2006)
- At the Edge of Time (2010)
- Memories of a Time to Come (2012)
- Beyond the Red Mirror (2015)
- Legacy of the Dark Lands (2019)
- The God Machine (2022)

### Singles
- A Past And Future Secret (1995)
- Mister Sandman (1996)
- Mirror Mirror (1998)
- And Then There Was Silence (2001)
- The Bard's Song (In the Forest) (2003)
- Fly (2006)
- Another Stranger Me (2007)
- A Voice in the Dark (2010)

### Demos
- Symphonies Of Doom (1985)
- Battalions Of Fear (1987)

### DVD'S
- Imaginations Through The Looking Glass (2004) (DVD)